# Сервий Корнелий Сципион Салвидиен Орфит (консул 51 г.)
Вижте пояснителната страница за други личности с името Сервий Корнелий Сципион Салвидиен Орфит.
Сервий Корнелий Сципион Салвидиен Орфит (на латински: Servius Cornelius Scipio Salvidienus Orfitus; † 66) е политик и сенатор на Римската империя. Произлиза от клон Сципион на фамилията Корнелии.
По времето на император Клавдий той е квестор. През 51 г. е редовен консул заедно с император Клавдий. По-късно е сменен от суфектконсулите Луций Калвенций Вет Гай Карминий (септември–октомври) и Тит Флавий Веспасиан (ноември–декември).
През 62/63 г. вероятно е проконсул на провинция Африка. Около 66 г. е обвинен пред сената в предателство от Марк Аквилий Регул, след което е осъден и екзекутиран по заповед на Нерон.
Неговият син също се казва Сервий Корнелий Сципион Салвидиен Орфит и е суфектконсул през 82 г. Дядо е на Сервий (консул 110 г.), прадядо е на консула за 149 г. и е прапрадядо на консула от 178 г., които носят същото име.